# اوبیچنیک
اوبیچنیک (به لاتین: Obichnik) یک منطقهٔ مسکونی در بلغارستان است که در شهرستان مومچیلگراد واقع شده‌است.